# 克林特·卡培拉
克林特·恩敦巴·卡培拉（葡萄牙語：Clint N'Dumba-Capela，1994年5月18日—），出生於瑞士日內瓦，瑞士职业篮球运动员，現效力於NBA休斯敦火箭
克林特·卡培拉在2014年NBA选秀中以首轮第25顺位被休士頓火箭选中。

## 早年生涯
卡培拉出生於瑞士日內瓦，父母是來自安哥拉和剛果共和國的移民，他的父母在卡培拉出生幾個月之後分居。父親離開後，母親親自撫養他和他的兄弟。小時候的卡培拉第一個愛上的運動是足球，但是由於13歲的時候，卡培拉身高已經長到1.90米（6英尺3英吋），因此他的大哥建議他改打籃球。在15歲那年，卡培拉在歐洲青年錦標賽上被球探相中，於是前往法國，並進入了索恩河畔沙隆的法國國家體育學院培訓。

## 職業生涯

### 沙隆麋鹿（2012-2014）
2012年，卡培拉加入了LNB聯賽沙隆麋鹿。场均上场21.4分钟，得到9.6分、7.4个篮板、1.2次助攻和1.8个阻攻。
2014年4月12日，卡培拉受邀请参加了2014年的耐克籃球峰會，代表世界联队出战。之后卡培拉宣布参加2014年NBA选秀大會。2014年5月，他被選為2013–14赛季的法甲聯賽最佳新秀球員和法甲聯賽最佳進步球員獎。

### 休士頓火箭（2014-2020）
2014年6月26日，卡培拉在2014年NBA選秀中被休士頓火箭的以首輪第25順位選中。2014年7月25日，卡培拉與火箭簽下为期四年606万美元的新秀合約。2015年3月31日，在火箭对上多倫多暴龍的比赛中，卡培拉拿下8分和9个篮板，两项数据均创職業生涯新高。在4月14日，卡培拉攻下10分、5籃板幫助火箭擊敗夏洛特黃蜂，為火箭打了賽季最好的一場比賽。在新秀賽季，卡培拉多次被下放到發展聯盟的里奧格蘭德山谷毒蛇進行磨練和培養。在季后賽中卡培拉向前邁出了一步，他頂替了受傷的多納塔斯·莫泰尤納斯，並於2015年NBA季后賽中出場了17場比賽，場均7.5分鐘能夠得到3.4分。
2015年11月6日，火箭隊以116−110擊敗沙加緬度國王，卡培拉先發上場取得了13分、12個籃板的成績，取得了自己職業生涯的第一個兩雙。11月30日，火箭隊在延長賽中險勝紐約尼克，卡培拉記錄了他的第三次兩雙。4月13日，火箭隊常規賽的最後一場比賽中，火箭以116−81擊敗沙加緬度國王，卡培拉取得了職業生涯新高的17個籃板。
2016年11月19日，火箭隊以111−102擊敗猶他爵士，卡培拉拿下職業生涯新高的20分。2016年12月19日，在腓骨骨折後，卡培拉被迫休養了六個星期。1月17日，卡培拉在錯過了15場比賽後，於對上邁阿密熱火的比賽中重新返回球隊，但是在九分鐘的上場時間內並沒有得分。
2017年10月19日，卡培拉攻下生涯新高的22分和17個籃板，並幫助火箭以105−100擊敗沙加緬度國王。七天後，他在火箭以105−104擊敗費城七六人的比賽中攻下16分和20個籃板。
2018年7月27日，他與火箭隊續約簽下五年9000萬美元的合約。
2019年1月8日，火箭回到主場迎戰西部第一的金塊，面對剛剛獲得西部周最佳的約基奇，餅皇卡佩拉的表現絲毫不落下風，他以18中13的高命中率拿下生涯最高的31分，此外還有9籃板2助攻入賬。在哈登被包夾時，他一次又一次將機會轉化為得分，幫助火箭以125-113戰胜對手。
2020年2月5日，克林特·卡佩拉被火箭队交易至亚特兰大老鹰队。

### 亚特兰大老鹰（2020-2025）
2021年1月23日，在老鹰客场116-98战胜森林狼的比赛中，卡佩拉得到13分19篮板10封盖，收获生涯首个三双。

### 休斯敦火箭（2025-）
2025年7月7日，卡佩拉在以凯文·杜兰特为主的7方交易中被送往休斯敦火箭。

## 國家隊生涯
2013年8月，卡培拉在2015年歐洲籃球錦標賽的資格賽中首次於瑞士國家男子籃球隊亮相。

## 職業生涯數據

### NBA例行賽數據統計
| 2014–15  | HOU      | 12  | 0   | 7.5  | 48.3 | 0.0 | 17.4 | 3.0  | 0.2 | 0.1 | 0.8 | 0.4 | 1.2 | 2.7  |
| 2015–16  | HOU      | 77  | 35  | 19.1 | 58.2 | 0.0 | 37.9 | 6.4  | 0.6 | 0.8 | 1.2 | 0.8 | 2.5 | 7.0  |
| 2016–17  | HOU      | 57  | 51  | 23.6 | 64.0 | 0.0 | 53.5 | 7.9  | 0.5 | 0.8 | 1.2 | 1.3 | 2.8 | 12.6 |
| 2017–18  | HOU      | 74  | 74  | 27.5 | 65.2 | 0.0 | 56.0 | 10.8 | 0.9 | 0.8 | 1.9 | 1.4 | 2.5 | 13.9 |
| 2018–19  | HOU      | 67  | 67  | 33.6 | 64.8 | 0.0 | 63.6 | 12.7 | 1.4 | 0.7 | 1.5 | 1.4 | 2.5 | 16.6 |
| 2019–20  | HOU      | 39  | 39  | 32.8 | 62.9 | 0.0 | 52.9 | 13.8 | 1.2 | 0.8 | 1.8 | 1.6 | 2.6 | 13.9 |
| 職業生涯 | 職業生涯 | 334 | 274 | 26.0 | 62.9 | 0.0 | 52.6 | 9.7  | 1.0 | 0.7 | 1.5 | 1.2 | 2.5 | 12.2 |

### NBA季後賽數據統計
| 2014–15  | HOU      | 17 | 0  | 7.5  | 67.7 | 0.0 | 51.7 | 2.5  | 0.3 | 0.2 | 0.5 | 0.2 | 1.1 | 3.4  |
| 2015–16  | HOU      | 5  | 0  | 8.6  | 33.3 | 0.0 | 40.0 | 4.0  | 0.4 | 0.6 | 0.4 | 0.6 | 1.0 | 1.6  |
| 2016–17  | HOU      | 11 | 11 | 26.0 | 56.1 | 0.0 | 61.5 | 8.7  | 1.1 | 0.7 | 2.5 | 0.7 | 2.5 | 10.5 |
| 2017–18  | HOU      | 17 | 17 | 30.6 | 66.0 | …   | 47.3 | 11.6 | 1.3 | 0.8 | 2.1 | 0.9 | 2.2 | 12.7 |
| 職業生涯 | 職業生涯 | 50 | 28 | 19.5 | 62.0 | 0.0 | 52.3 | 7.1  | 0.8 | 0.6 | 1.5 | 0.6 | 1.8 | 7.9  |

### 法國聯賽數據統計
| 賽季     | 球隊     | GP | GS | MPG | FG%  | 3P% | FT%   | RPG | APG | SPG | BPG | PPG | PIR |
| -------- | -------- | -- | -- | --- | ---- | --- | ----- | --- | --- | --- | --- | --- | --- |
| 2012–13  | 沙隆麋鹿 | 7  | 0  | 8.0 | 63.6 | 0.0 | 100.0 | 3.0 | 0.3 | 0.4 | 0.7 | 2.3 | 4.9 |
| 職業生涯 | 職業生涯 | 7  | 0  | 8.0 | 63.6 | 0.0 | 100.0 | 3.0 | 0.3 | 0.4 | 0.7 | 2.3 | 4.9 |

## 外部連結
- 克林特·卡佩拉在fiba.basketball（英语）
- 克林特·卡佩拉在archive.fiba.com（存檔）（英语）
- 克林特·卡佩拉在NBA官網（英语）
- 克林特·卡佩拉在NBA G聯盟官網（英语）
- 克林特·卡佩拉在歐洲籃球聯賽官網（英语）
- 克林特·卡佩拉在法國籃球甲級聯賽官網（法语）
- 克林特·卡佩拉在Basketball-Reference.com（NBA）（英语）
- 克林特·卡佩拉在Basketball-Reference.com（NBA G聯盟）（英语）
- 克林特·卡佩拉在Basketball-Reference.com（國際）（英语）
- 克林特·卡佩拉在ESPN（NBA）（英语）
- 克林特·卡佩拉在Eurobasket.com（球員）（英语）
- 克林特·卡佩拉在Proballers（英语）
- 克林特·卡佩拉在RealGM（球員）（英语）